# The Piper at the Gates of Dawn
The Piper at the Gates of Dawn è il primo album in studio del gruppo musicale britannico Pink Floyd, pubblicato nel 1967.
Si tratta dell'unico album realizzato sotto la guida di Syd Barrett ed è considerato fra gli album che hanno maggiormente influenzato la storia del rock psichedelico.
Secondo la critica specializzata, l'album, oltre ad essere un classico della musica psichedelica, ha gettato le basi per una moltitudine di generi sopraggiunti successivamente (come indie rock, punk rock, space rock o noise rock).

## Registrazione
Per registrare l'album presso gli Abbey Road Studios il gruppo ricevette un anticipo di 5.000 sterline e una bassa percentuale di royalties.
Le registrazioni cominciarono il 21 febbraio 1967, nello studio 3 degli Abbey Road Studios, mentre i Beatles stavano registrando Sgt. Pepper's Lonely Hearts Club Band. La produzione è stata affidata a Norman Smith, un membro dello staff EMI che aveva progettato tutte le registrazioni dei Beatles fino all'album Rubber Soul. Smith, inoltre, produrrà anche il successivo A Saucerful of Secrets. Interstellar Overdrive e Matilda Mother sono stati due dei primi brani registrati, in quanto il secondo era considerato un potenziale singolo. Uno dei primi mix di Interstellar Overdrive, invece, è stato utilizzato per un EP francese pubblicato nel luglio seguente.
Nel mese di aprile i Pink Floyd registrarono sia Percy the Ratcatcher (successivamente re-intitolato Lucifer Sam) che She Was a Millionaire, brano mai pubblicato. Il batterista Nick Mason ricorda che a un certo punto della creazione dell'album, il gruppo fu introdotto nello studio 2, dove i Beatles stavano registrando Lovely Rita. Vi sono punti di vista contrastanti su come sia andata realmente la registrazione dell'album: Mason, nel suo libro Inside Out - La prima autobiografia dei Pink Floyd, sostiene che le sessioni non ebbero complicazioni di alcun tipo e che tutto il processo di produzione era stato molto efficiente. Norman Smith, tuttavia, criticò sia le sessioni di registrazione sia le abilità musicali dei componenti del gruppo. Egli dichiarò successivamente che le sessioni furono "assolutamente un inferno". The Gnome e The Scarecrow vennero registrate in una sola incisione. Gran parte dell'album è accreditato solamente a Barrett, con tracce come Bike scritte verso la fine del 1966, ancor prima che la creazione dell'album fosse avviata. Bike era originariamente chiamata The Bike Song e fu incisa il 21 maggio 1967. L'ultima sessione ha avuto luogo il 5 luglio 1967, con la registrazione del brano Pow R. Toc H., una delle ultime canzoni ad essere aggiunte all'album.

## Copertina

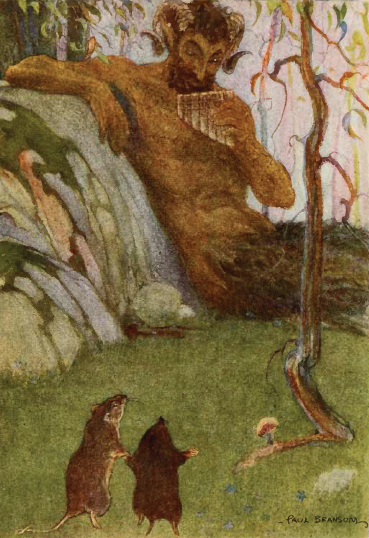
Illustrazione per il settimo capitolo de Il vento tra i salici di Grahame

Il fotografo Vic Singh venne incaricato di realizzare la copertina. Sul retro copertina è raffigurata una silhouette del gruppo, disegnata da Barrett.
Il fotografo chiese al gruppo se avesse qualche idea in proposito ma risposero che lasciavano a lui la scelta il quale ascoltò diverse volte l'album in cerca di ispirazione e alla fine decise di usare delle lenti prismatiche che gli aveva da poco regalato George Harrison e chiese al gruppo di portare dei vestiti molto colorati e variopinti; Syd Barrett fu molto entusiasta della cosa e dopo diversi cambi d'abito, e con l'aiuto di Barrett nella scelta di come posizionare il gruppo sullo sfondo vennero scattate diverse foto con diverse Polaroid prima di usare una fotocamera a colori Hasselblad con la quale venne realizzato la foto poi impiegata.

## Titolo
Il titolo dell'album riprende quello del settimo capitolo del romanzo per ragazzi Il vento tra i salici di Kenneth Grahame, in cui i protagonisti Ratto e Talpa, attratti dalla musica misteriosa suonata da un flauto, incontrano il dio dei boschi Pan.

## Pubblicazione
L'album è stato pubblicato nel Regno Unito il 5 agosto 1967, sia in missaggio monofonico che stereofonico, e ha raggiunto la sesta posizione della classifica britannica.
Negli Stati Uniti, invece, venne pubblicato il 21 ottobre 1967, da una divisione della Capitol Records, la Tower Records e raggiunse la posizione 131 nella classifica Billboard; questa versione è stata intitolata semplicemente Pink Floyd, anche se il titolo originale era comunque indicato sul retro, come nella edizione inglese, ed è caratterizzata dalla eliminazione dei brani Astronomy Domine, Flaming e Bike e dall'aggiunta del lato A del singolo See Emily Play; anche l'ordine delle tracce venne modificato e al brano Interstellar Overdrive, posizionato come ultimo brano del disco, venne applicata una dissolvenza invece della continuazione per The Gnome. Le successive edizioni statunitensi avranno stesso titolo e scaletta dei brani dell'edizione inglese. L'edizione francese e quella canadese dell'album non presentano alcuna differenza rispetto a quella inglese mentre quella giapponese è identica a quella britannica, con in più il singolo See Emily Play collocato a fine disco; l'edizione italiana avvenne invece solo nel maggio 1971 e presenta una copertina completamente diversa sulla quale compare una foto del gruppo del 1969 con David Gilmour.
Nel 1973 l'album venne ripubblicato insieme al successivo A Saucerful of Secrets dalla Harvest Records  nella raccolta A Nice Pair; nell'edizione statunitense di quest'ultimo disco la versione studio di Astronomy Domine venne sostituita con la versione live che si trova in Ummagumma e il collegamento tra Interstellar Overdrive e The Gnome non è presente.
La versione stereo dell'album fu pubblicata per la prima volta su Compact Disc nel 1987 per poi essere ripubblicata nel 1994 digitalmente rimasterizzata. Nel 1997, la EMI, per celebrare il trentesimo anniversario dell'album, pubblicò un'edizione speciale limitata, rimasterizzata in missaggio monofonico e confezionata in un digipak caratterizzato da una copertina tridimensionale. Con l'acquisto dell'album fu incluso un CD bonus di 6 brani, 1967: The First Three Singles, raccolta di tiratura limitata, contenente i primi singoli dei Pink Floyd.
Nel 2007, in occasione del quarantesimo anniversario, sono state pubblicate, rispettivamente il 4 e l'11 settembre, due edizioni limitate dell'album, quella standard, contenente due dischi, e quella deluxe, di tre dischi. La confezione di quest'ultima, ideata da Storm Thogerson, assomiglia a un libro con copertina in tela, contenente una riproduzione di un quaderno di Syd Barrett. I primi due dischi contengono l'intero album, rispettivamente in missaggio monofonico e stereofonico e sono stati entrambi rimasterizzati da James Guthrie. Il terzo disco include diversi inediti e brani scartati, insieme ai primi singoli monofonici dei Pink Floyd. Tra il materiale inedito vi sono due versioni differenti di Interstellar Overdrive, una incisione di corta durata che si riteneva persa e il missaggio non sovraregistrato pubblicato in un EP francese. Vi è poi un missaggio di Matilda Mother proveniente dai nastri delle prime sessioni e un missaggio stereofonico del brano Apples and Oranges.
| Principali edizioni dell'album | Principali edizioni dell'album | Principali edizioni dell'album | Principali edizioni dell'album | Principali edizioni dell'album | Principali edizioni dell'album |
| Formato                        | Nazione                        | Etichetta                      | Catalogo                       | Missaggio                      | Anno                           |
| ------------------------------ | ------------------------------ | ------------------------------ | ------------------------------ | ------------------------------ | ------------------------------ |
| LP                             | Regno Unito                    | Columbia Graphophone Company   | SX 6157                        | Mono                           | 1967                           |
| LP                             | Regno Unito                    | Columbia Graphophone Company   | SCX 6157                       | Stereo                         | 1967                           |
| LP                             | Stati Uniti                    | Tower Records                  | T 5093                         | Mono                           | 1967                           |
| LP                             | Stati Uniti                    | Tower Records                  | ST 5093                        | Stereo                         | 1967                           |
| LP                             | Giappone                       | Odeon Records                  | OP-8229                        | Stereo                         | 1967                           |
| CD                             | Regno Unito                    | EMI Records                    | CDP 7 46384 2                  | Stereo                         | 1987                           |
| CD                             | Regno Unito                    | EMI Records                    | 7243 8 59857 2 0               | Mono                           | 1997                           |
| CD                             | Europa                         | EMI Records                    | 50999 503919 2 9               | Mono/Stereo                    | 2007                           |

## Accoglienza
| Recensione          | Giudizio       |
| ------------------- | -------------- |
| About.com           |                |
| AllMusic            |                |
| NME                 | 9/10           |
| Ondarock            | Pietra miliare |
| Paste               | 9,5/10         |
| Pitchfork           | 9,4/10         |
| Piero Scaruffi      | 8,5/10         |
| Q                   |                |
| Rolling Stone       |                |
| The Daily Telegraph |                |

Al momento della sua pubblicazione, l'album è stato criticato positivamente e negli anni successivi è stato riconosciuto come una delle pietre miliari del rock psichedelico degli anni sessanta. Nel 1967, sia Record Mirror che New Musical Express diedero all'album un voto di quattro stelle su cinque. Record Mirror commentò: «l'immagine psichedelica del gruppo prende realmente vita con questo LP, che è una bella occasione con cui (i Pink Floyd) mettono in mostra sia il loro talento che la loro tecnica di registrazione. L'album è pieno di suoni strabilianti». Cash Box lo ha definito "un'impressionante raccolta di attuali imprese del rock". Sia Paul McCartney che Joe Boyd, vecchio produttore dei Pink Floyd, hanno valutato l'album positivamente. Alcuni, tra cui risalta Pete Townshend, hanno espresso il parere dei fan dell'underground, affermando che l'album non rispecchia le esibizioni dal vivo della band.
Negli ultimi anni l'album ha ottenuto ancora più riconoscimenti. Nel 1999 Rolling Stone diede all'album 4 stelle e mezzo su 5, denominandolo «il capolavoro di Syd Barrett». La rivista Q descrisse l'album come «indispensabile» e lo incluse nella sua lista dei migliori album psichedelici di tutti i tempi. Mojo lo ha piazzato al quarantesimo posto nella lista The 50 Most Out There Album of all Time. Nel 2000 Q posizionò The Piper at the Gates of Dawn al numero 55 nella classifica 100 Greatest British Album Ever. Nel 2003 l'album venne collocato al 347º posto nella lista dei 500 migliori album secondo Rolling Stone. NME diede all'album 9 su 10, posizionandolo al quarto posto nella classifica Top 10 Psychedelic Albums.

## Esibizioni dal vivo
Nonostante non vi fosse un tour ufficiale dell'album, la band si esibì sia in Irlanda che in Scandinavia e nel mese di novembre intraprese il primo tour negli Stati Uniti. 
Quest'ultimo non riscosse alcun successo anche a causa dello stato mentale del frontman Syd Barrett il quale non fu in grado di garantire un minino di affidabilità durante le esibizioni.
Nel tour americano molte canzoni come Flaming e The Gnome non vennero eseguite, mentre Astronomy Domine e Interstellar Overdrive divennero i brani principali delle esibizioni, situati spesso al centro della scaletta della band e frequentemente suonati come bis fino al 1970. Astronomy Domine è stata successivamente inclusa nel disco live di Ummagumma e suonata dai Pink Floyd di Gilmour durante il tour dell'album The Division Bell del 1994, con una versione inclusa nell'album dal vivo del 1995 Pulse. Nel 2006, durante il tour di On an Island, Gilmour ha riproposto Astronomy Domine.
The Gnome, Chapter 24, The Scarecrow e Bike sono state eseguite poche volte nei concerti. Il successo dei singoli See Emily Play e Arnold Layne ha costretto la band a suonare spesso i due brani per un periodo limitato del 1967; le canzoni vennero poi rimosse dalla scaletta in seguito all'abbandono del gruppo da parte di Barrett. Durante le esibizioni del 1968, brani come Flaming e Pow R. Toc H. vennero eseguiti regolarmente dai Pink Floyd, senza il vecchio leader, nonostante queste canzoni fossero in completo contrasto con gli altri brani composti dalla band in quel periodo. Alcune delle canzoni di The Piper at the Gates of Dawn sono state rielaborate e riarrangiate in occasione dello spettacolo dal vivo The Man and The Journey del 1969 (The Pink Jungle è ispirata Pow R. Toc H., mentre una parte di Interstellar Overdrive è stata inclusa nel brano The Labyrinths of Auximines).
A partire dal settembre 1967 la band si focalizzò principalmente sulle diverse nuove composizioni. Fra queste vi sono Reaction in G, una canzone creata dal gruppo in risposta alla gran folla pretendente dei loro vecchi singoli, See Emily Play e Set the Controls for the Heart of the Sun. Quest'ultima, scritta da Roger Waters, e in seguito aggiunta all'album A Saucerful of Secrets, divenne un pilastro della scaletta del gruppo fino al 1973. Essa fu reintrodotta dallo stesso Waters nelle sue performance dal vivo degli anni 2000.

## Tracce
Testi e musiche di Syd Barrett, eccetto dove indicato.

### Edizione britannica
Le edizioni francesi, canadesi e giapponesi del vinile sono identiche a quest'ultima.
Lato A
1. Astronomy Domine – 4:12
2. Lucifer Sam – 3:07
3. Matilda Mother – 3:08
4. Flaming – 2:46
5. Pow R. Toc H. – 4:26 (Syd Barrett, Roger Waters, Rick Wright, Nick Mason)
6. Take Up Thy Stethoscope and Walk – 3:05 (Roger Waters)

Lato B
1. Interstellar Overdrive – 9:41 (Syd Barrett, Roger Waters, Rick Wright, Nick Mason)
2. The Gnome – 2:13
3. Chapter 24 – 3:42
4. The Scarecrow – 2:11
5. Bike – 3:21
6. See Emily Play – 2:54 – presente esclusivamente nell'edizione giapponese

### Edizione statunitense
Lato A
1. See Emily Play – 2:54
2. Pow R. Toc H. – 4:26 (Syd Barrett, Roger Waters, Rick Wright, Nick Mason)
3. Take Up Thy Stethoscope and Walk – 3:05 (Roger Waters)
4. Lucifer Sam – 3:07
5. Matilda Mother – 3:08

Lato B
1. The Scarecrow – 2:11
2. The Gnome – 2:13
3. Chapter 24 – 3:42
4. Interstellar Overdrive – 9:41 (Syd Barrett, Roger Waters, Rick Wright, Nick Mason)

### Edizione del 40º anniversario
CD 1 – Mono
1. Astronomy Domine – 4:17
2. Lucifer Sam – 3:09
3. Matilda Mother – 3:05
4. Flaming – 2:46
5. Pow R. Toc H. – 4:24 (Syd Barrett, Roger Waters, Rick Wright, Nick Mason)
6. Take Up Thy Stethoscope and Walk – 3:07 (Roger Waters)
7. Interstellar Overdrive – 9:41 (Syd Barrett, Roger Waters, Rick Wright, Nick Mason)
8. The Gnome – 2:14
9. Chapter 24 – 3:53
10. The Scarecrow – 2:10
11. Bike – 3:27

CD 2 – Stereo
1. Astronomy Domine – 4:14
2. Lucifer Sam – 3:07
3. Matilda Mother – 3:08
4. Flaming – 2:46
5. Pow R. Toc H. – 4:26 (Syd Barrett, Roger Waters, Rick Wright, Nick Mason)
6. Take Up Thy Stethoscope and Walk – 3:06 (Roger Waters)
7. Interstellar Overdrive – 9:40 (Syd Barrett, Roger Waters, Rick Wright, Nick Mason)
8. The Gnome – 2:13
9. Chapter 24 – 3:42
10. The Scarecrow – 2:11
11. Bike – 3:24

CD 3
1. Arnold Layne – 2:57
2. Candy and a Currant Bun – 2:45
3. See Emily Play – 2:54
4. Apples and Oranges – 3:05
5. Paint Box – 3:45 (Rick Wright)
6. Interstellar Overdrive (French Edit) – 5:15 (Syd Barrett, Roger Waters, Rick Wright, Nick Mason)
7. Apples and Oranges (Stereo Version) – 3:11
8. Matilda Mother (Alternative Version) – 3:09
9. Interstellar Overdrive (Take 6) – 5:03 (Syd Barrett, Roger Waters, Rick Wright, Nick Mason)

## Formazione

### Gruppo
- Syd Barrett – chitarra, voce
- Roger Waters – basso, voce
- Rick Wright – organo, pianoforte
- Nick Mason – batteria

### Produzione
- Norman Smith – produzione
- Peter Bown – ingegneria del suono
- Vic Singh – fotografia copertina
- Syd Barrett – design retrocopertina